# 인천해원고등학교
인천해원고등학교(仁川海原高等學校)는 대한민국 인천광역시 서구 청라동에 있는 공립 고등학교이다.

## 학교 연혁
- 2012년 7월 16일 : 인천광역시 설치 조례 제5,125호 공포(설립 인가)
- 2013년 3월 4일 : 초대 정의정 교장 취임 및 제1회 입학식(남・여 각 4학급 236명)
- 2013년 12월 31일 : 교육 국제화 특구 국제화 자율 정책추진학교 선정
- 2016년 2월 11일 : 제1회 졸업식 (남 129명, 여 106명 총 235명)
- 2016년 7월 14일 : 2016학년도 교과교육개선 일반고 모델학교 선정
- 2018년 3월 1일 : 인천광역시교육청 지정 자율학교 운영 (2018.03.01.~2023.02.28.)
- 2022년 11월 25일 : 인천광역시교육청 자율학교(선진형 교과교실제) 재지정(2023.03.01.~2028.2.29.)
- 2023년 9월 1일 : 제5대 박성우 교장 취임
- 2024년 2월 7일 : 제9회 졸업식(여 120명, 남 156명 총 276명)
- 2024년 3월 4일 : 제12회 신입생 입학(남녀 혼성 10학급, 총 309명)

## 참고 자료
- 인천해원고등학교 - 한국교육학술정보원 학교알리미